# José Rodrigues da Silva Mendes
José Rodrigues da Silva Mendes (Cantanhede, 23 de novembro de 1893 — Turquel, 22 de novembro de 1988) foi um oficial do Exército Português que exerceu importantes funções políticas no período do Estado Novo, entre as quais deputado à Assembleia Nacional e governador civil dos Distritos de Aveiro, Leiria (2 vezes), Beja e Horta.

## Biografia
José Rodrigues da Silva Mendes nasceu em Cantanhede, Distrito de Coimbra, filho de Manuel Mendes Rodrigues da Silva e de Josefa Susana da Silva. Foi casado com Maria do Carmo de Almeida Teixeira da Silva Mendes, falecida a 31 de outubro de 1958.
Assentou praça em 1913 e foi promovido a alferes em, 1917; tenente, em 1921 sempre como oficial miliciano passando então ao quadro especial de milicianos de Infantaria com o posto de capitão, em 1932. Passou à reserva em 1937 e à reforma em 1963.
Participou como alferes miliciano no Corpo Expedicionário Português em França, na I Guerra Mundial, tendo sido louvado em 1917.
Foi administrador nos concelhos de Figueiró dos Vinhos, Nazaré e Pombal (depois do golpe de 28 de Maio de 1926). Nesse período foi presidente da Comissão Concelhia de Alcobaça da União Nacional e subdelegado regional da Mocidade Portuguesa em Leiria.
Foi sucessivamente nomeado governador civil dos Distritos de Aveiro, Leiria (2 vezes), Beja e Horta. No Distrito Autónomo da Horta foi governador civil entre 3 de março de 1937 a 17 de março de 1939.
Foi deputado na Assembleia Nacional na VII Legislatura (1957-1961), em representação do círculo de Leiria, tendo integrado a Comissão Parlamentar de Trabalho, Previdência e Assistência Social. Para além de intervenções sobre interesses do seu círculo eleitoral, tratou de questões coloniais. Ao todo foram dezoito intervenções ao longo da legislatura, destacando-se: na defesa da população da ilha do Faial; agradece o voto de pesar pelo falecimento de sua esposa; chama a atenção do Governo para o problema da reparação das estradas; no desassoreamento do porto de São Martinho do Porto e sua drenagem e à construção do porto de abrigo da Nazaré; discute na generalidade a proposta de lei de abastecimento de água das populações rurais; refere-se à campanha anticolonialista; refere-se às relações luso-congolesas, ação da O.N.U. no Congo, assalto ao paquete Santa Maria e acontecimentos de Luanda; refere-se aos acontecimentos de Angola, entre outros.
É autor da obra Soldados Valentes : Episódios da Grande Guerra, publicado em 1936 e dedicado aos companheiros de luta - os soldados e graduados da 3.ª Companhia de Infantaria 22, expedicionária a França.